# Lantana amoena
Lantana amoena là một loài thực vật có hoa trong họ Cỏ roi ngựa. Loài này được Ridl. mô tả khoa học đầu tiên năm 1890.